# Vírus latente italiano de alcachofra
O Vírus latente italiano de alcachofra é um vírus patogênico da planta da família Secoviridae, infectando a videira.